# Tomek i przyjaciele: Tajemnica zaginionej korony
Tomek i przyjaciele: Tajemnica zaginionej korony (ang. Thomas & Friends: King of the Railway) – film pełnometrażowy serialu Tomek i przyjaciele. W Wielkiej Brytanii film animowany, niebieskiej lokomotywy. W Polsce film został również wydany na płycie DVD. Premiera filmu w Wielkiej Brytanii miała miejsce w 2013 roku, a w Polsce rok później.

## Fabuła
Dawno temu na wyspie Sodor panował Król Gotfryd. Był on największym z królów i był bardzo szanowany przez poddanych. Bronił on wraz ze swoimi rycerzami wyspy przed najeźdźcami. Okres jego panowania był dla wyspy złotą erą. Wszystkim mieszkańcom żyło się dobrze. Król nosił złotą koroną, która pewnego dnia została skradziona. Złodzieje zostali szybko złapani i osądzeni, ale korona zaginęła i nie została odnaleziona. Zamek, w którym panował Gotfryd zachował się do dziś w postaci ruin w pobliżu miasteczka Ulfstead. Ruiny te należą do księcia wyspy Sodor, Sir Roberta Norramby. Dziś zamiast rycerzy, wyspę przemierzają lokomotywy, które czasami wybierają się na ląd przejeżdżając przez zwodzony most.
Tomek i Piotruś pracują w porcie. Po pewnym czasie zaczynają przerzucać między sobą wagon ze skrzyniami. Karolek obawia się, że dwie lokomotywy spowodują wypadek. Wkrótce Tomek uderza w kolejny wagon, z którego spada jedna ze skrzyń, z której z kolei wypada zbroja rycerza. Nagle zbroja zaczyna się ruszać. Piotruś jest przerażony, ale szybko okazuje się, że zbroją poruszył robotnik. Tomek z kolei zaczyna zastanawiać się do kogo ta zbroja należy.
Tomek jedzie z Anią i Klarą do myjni, gdzie spotyka inne lokomotywy. Tomek zastanawia się dlaczego wszystkie lokomotywy zostały wysłane do myjni, a jego wagony podpowiadają mu, że to znak, że wydarzy się coś ważnego. Emilka mówi, że słyszała, że z lądu przyjedzie nawet Szymek, a Gabryś ma nadzieję, że to nie dla niego ma się umyć. Kuba z kolei mówi, że słyszał, że Szymek przywiezie ważnego gościa. Wtedy zjawia się Wojtek, który przywiózł zawiadowcę. Pan Szyneczka potwierdza, że czerwona lokomotywa ma rację. Mówi, że tym ważnym gościem jest jego stary przyjaciel Sir Robert Norramby, książę wyspy Sodor, który wraca do domu po wielu latach podróżowania po świecie. Dodaje, że na tę okazję każda lokomotywa i każda stacja musi wyglądać jak najlepiej. Lokomotywy są przejęte, a w dniu przybycia księcia, gromadzą się na stacji Knapford. Powitanie księcia jest jednak krótkie. Ten szybko odjeżdża, tłumacząc, że ma spotkać się w zamku z Miłką. Gdy Sir Robert Norramby znika, lokomotywy zaczynają się zastanawiać kim jest Miłka. Wtedy zjawia się spóźniony Piotruś. Nie zdaje sobie on sprawy, że książę już odjechał.
Następnego dnia Tomek odbiera z portu wagony pełne skrzyń dla księcia. Następnie zawozi je do zamku. Gdy dojeżdża na miejsce, książę wzywa Miłkę, która okazuje się małą, niebieską lokomotywą wąskotorową. Tomek szybko się z nią zaprzyjaźnia, a ta wyjaśnia, że podczas podróży księcia po świecie, przebywała w swoim hangarze na terenie zamku. Sir Robert Norramby patrząc na pierwszą dostawę eksponatów zaczyna myśleć o złotej koronie Króla Gotfryda, która setki lat temu zaginęła. Zaczyna marzyć o tym by stała się ona jednym z eksponatów zamku, który właśnie jest odbudowywany.
Wieczorem do hangaru przyjeżdża Szymek i wyjaśnia innym lokomotywom, że książę i księżna kazali mu pomagać księciu wyspy Sodor. Wkrótce Szymek znowu zaczyna kłócić się z Gabrysiem o to, który z nich jest szybszy. Szymek stwierdza, że to on jest szybszy, gdyż ma opływowe kształty. Piotruś sugeruje, że jedynym sposobem na rozwiązanie konfliktu jest wyścig. Gabryś i Szymek się zgadzają.
Następnego dnia Gabryś czeka na Szymka na stacji Knapford. Gdy srebrna lokomotywa się zjawia, zaczyna się wyścig. Szymek od razu oszukuje, gdyż startuje kilka sekund przed swoim przeciwnikiem. Gabryś jest oburzony. Stara się dogonić Szymka, ale ciężkie wagony nie pozwalają mu się dobrze rozpędzić. Gdy Gabryś prawie dogania przeciwnika, ten nagle zjeżdża na bocznicę i mówi, że przypomniało mu się, że ma ważną pracę do wykonania. Proponuje dokończenie wyścigu innym razem. Gabryś jest bardzo zły.
Tymczasem Piotruś znajduje Szymka w porcie. Okazuje się, że ten przywiózł księcia na spotkanie z kierownikiem portu. Po południu Tomek spotyka Szymka w kamieniołomie pod niebieską górą. Srebrna lokomotywa stara się ukryć, że książę kazał mu zabrać do zamku wagony pełne kamieni, ale mu się to nie udaje. Tomek mówi mu, że wożenie kamieni to mimo wszystko ważne zadanie. Gdy Szymek odjeżdża, Tomek zaczyna zastanawiać się po co księciu potrzebne jest aż tyle kamieni.
Wieści o tajemniczych zamiarach księcia szybko się rozchodzą. Lokomotywy spotykają się na stacji Knapford. Piotruś, który słyszał, że Sir Robert Norramby zamówił podkłady kolejowe, zakłada, że ten zamierza wybudować nową linię kolejową. Gabryś jednak uświadamia mu, że do budowy nowej linii kolejowej niepotrzebne są kamienie. Hirek sugeruje, że książę zamierza wybudować most kolejowy lub stację kolejową i do tego potrzebuje kamieni, ale Emilka stwierdza, że książę w zamku nie potrzebuje stacji ani mostu. Nagle na stację wjeżdża Tobik. Informuje lokomotywy, że Henio się zepsuł i Piotruś ma za niego zabrać ciężkie wagony towarowe do zamku. Piotruś jest zachwycony. Czuje, że dzięki temu dowie się co Sir Robert Norramby planuje. Emilka obawia się jednak, że Piotruś jest zbyt słaby by ciągnąć bardzo ciężkie wagony Henia.
Piotruś przyjeżdża do portu gdzie zauważa zepsutego Henia i długi ciąg ciężkich wagonów towarowych. Spotyka też Kubę, który mówi, że to on ma zabrać wagony Henia do zamku. Piotruś stanowczo odpowiada mu, że zawiadowca za pośrednictwem Tobika kazał mu wykonać to zadanie. Kuba z kolei mówi, że jemu zawiadowca osobiście zlecił to zadanie. Nagle zjawia się Tomek z wiadomością, że to on ma zabrać wagony Henia do zamku. Dochodzi do kłótni. Wszystkie trzy lokomotywy spierają się o to, która z nich ma dostarczyć wagony do zamku. Wtedy zjawia się zawiadowca i rozwiązuje spór. Każe trzem lokomotywom wykonać zadanie razem. Trzy lokomotywy dochodzą do porozumienia, podczepiają się do pociągu i ruszają w drogę. Gdy Tomek, Piotruś i Kuba dojeżdżają do zamku, zauważają, że przed zamkiem została zbudowana stacja kolejowa. Nagle Tomek zauważa swojego starego przyjaciela Jacka. Ładowacz mówi, że pomaga księciu w realizacji jego planu, który polega na odbudowie Zamku Gotfryda. Długi pociąg zostaje rozdzielony między trzy lokomotywy. Sir Robert Norramby zauważa stojąca na jednym z wagonów wielką skrzynię. Mówi Tomkowi, że skrzynia ta miała trafić do warsztatu. Tomek mówi, że może ją tam zabrać. Piotruś i Kuba po krótkiej kłótni postanawiają jechać razem z nim. Trzy lokomotywy jadą do warsztatu.
W warsztacie, Wiktor pyta się przyjaciół co znajduje się w tak wielkiej skrzyni. Tomek mówi mu, że nikt nie ma o tym pojęcia. Wkrótce skrzynia zostaje otwarta. Okazuje się, że stoi w niej mała, stara, brudna i zardzewiała lokomotywa parowa o imieniu Sławek. Książę przedstawia przybysza jako swojego starego przyjaciela. Wiktor postanawia naprawić starą lokomotywę. Tomek pyta się księcia o jego plany. Interesuje go po co książę buduje nowe tory, odbudowuje zamek i sprowadza do niego wiele skrzyń. Sir Robert Norramby zapewnia go, że to część jego niespodzianki. Tomek dopytuje się o Sławka, a książę informuje go, że dla niego też ma pewną niespodziankę, ale lepiej by teraz o niej nie wiedział. Tomek przysięga, że będzie milczał.
Tej nocy w hangarze, Tomek, Piotruś i Kuba opowiadają innym lokomotywom o Sławku. Wszyscy chcą go poznać. Następnego dnia Henio znowu się psuje. Ma kłopoty z zaworem bezpieczeństwa. Emilka postanawia zabrać go do warsztatu by móc przy okazji poznać Sławka. Nagle do warsztatu przyjeżdżają wszystkie inne lokomotywy. Wiktor jest zaskoczony. Pyta się wszystkich lokomotyw po co przyjechali do warsztatu. Wszyscy szukają wymówek i udają zepsutych. W końcu jednak wszyscy przyznają, że przyjechali poznać Sławka. Stara lokomotywa opowiada im swoją historię. Wyznaje, że jest jedną z najstarszych lokomotyw na świecie i, że nie zawsze był zardzewiały. Pamięta czasy gdy pociągi były ciągnięte przez konie, a pierwsze lokomotywy były tak głośne i tak często się psuły, że ludzie się ich trochę bali. Wspomina też, że wraz z innymi pierwszymi lokomotywami udowodnił, że jest szybszy i silniejszy od koni. Wspomina też wyścigi parowozów, w których brał udział i zawsze wygrywał. Został wtedy nazwany Rakietą. Później pracował w porcie, a następnie w kopalni. Na koniec swojej opowieści stwierdza, że od tego czasu parowozy bardzo się zmieniły i, że nie jest już taki jak kiedyś, dlatego nie ma już dla niego pracy. Piotruś ma do niego dużo pytań. Pyta się go czy pamięta rycerzy, a ten z uśmiechem na twarzy odpowiada, że nie, gdyż nie jest aż tak bardzo stary.
Przez następne kilka tygodni w warsztacie trwa odnawianie Sławka. Stary parowóz zostaje odmalowany i otrzymuje swój stary wagon na węgiel. Zawiadowca wysyła Tomka, Kubę i Piotrusia do pracy dla księcia. Z kolei Sławek jest szczęśliwy, ale martwi się tym, że nie ma dla niego pracy. Tomek postanawia go pocieszyć i wbrew obietnicy, którą złożyć księciu, mówi Sławkowi, że Sir Robert Norramby ma dla niego ważne zadanie, o którym powie mu później. Gdy Tomek odjeżdża, Sławek postanawia udowodnić, że wciąż jest użyteczny i wyrusza w poszukiwaniu pracy dla siebie. Tomek, Kuba i Piotruś dojeżdżają do Zamku Gotfryda, który powoli zaczyna wyglądać jak nowy. Na jego terenie zostały już zbudowane tory kolejowe.
Tymczasem Gabryś znowu spotyka Szymka, który znowu proponuje mu wyścig. Rozpoczyna się rywalizacja. Gabryś zaczyna doganiać srebrną lokomotywę, ale nagle musi gwałtownie zwolnić, gdyż przed nim wolno jedzie Sławek. Ledwo udaje się uniknąć zderzenia. Gabryś zmuszony jest wolno jechać za Sławkiem, więc wyścig znowu pozostaje nierozstrzygnięty.
Tomek, Kuba i Piotruś na polecenie księcia pomagają w odbudowie zamku. ich zadaniem jest pomaganie robotnikom w budowie dachu. W tym samym czasie Sławek przyjeżdża do portu. Spotyka Diesla i Pawła. Ten pierwszy jest dla starego parowozu wyjątkowo niemiły, ale Sławek się tym nie przejmuje. Karolek daje Sławkowi wyraźnie do zrozumienia, że w porcie nie ma dla niego pracy. Sławek postanawia pojechać w inne miejsce.
W końcu dach zamku zostaje odbudowany. Sir Robert Norramby jest zadowolony. Piotruś pyta się księcia o to czym jest jego niespodzianka. Ten w końcu postanawia zdradzić swój sekret. Tymczasem Sławek szukając pracy przyjeżdża do kamieniołomu pod niebieską górą. Lokomotywy wąskotorowe proszą go by ten pociągnął cztery wagony pełne kamieni. Sławek bardzo się stara, ale ostatecznie udaje mu się ruszyć z miejsca gdy ciągnie tylko jeden wagon. W dodatku na zakręcie prawie się wykoleja. Lokomotywy wąskotorowe łagodnie mówią mu, że kamieniołom nie jest odpowiednim miejscem pracy dla niego. Sławek pyta się ich czy znają jakieś inne miejsce, w którym mógłby znaleźć pracę, a te odpowiadają mu starej kopalni, która znajdowała się pod Zamkiem Gotfryda. Sławek postanawia tam pojechać.
Tymczasem Tomek, Piotruś i Kuba podziwiają eksponaty, które Sir Robert Norramby sprowadził do zamku. Książę mówi lokomotywom o swojej niespodziance. Chce bowiem udostępnić zamek turystom do zwiedzania, a Sławek wraz z Miłką mieliby być przewodnikami. Książę prosi Tomka by ten powiedział o tym Sławkowi. Każe też trzem lokomotywom zabrać z zamku wiele nieznośnych wagonów.
Gabryś i Szymek w końcu mogą się spokojnie ścigać. Nagle wyprzedzają ich dwie szybkie lokomotywy, których nigdy wcześniej nie widzieli. Gabryś i Szymek poznają je przy semaforze. Okazuje się, że dwie szybkie lokomotywy to Kacper i Kinga, którzy przybyli na wyspę na uroczyste otwarcie odnowionego Zamku Gotfryda. Kacper i Kinga proponują Gabrysiowi i Szymkowi wyścig, a ci odmawiają, gdyż obawiają się przegranej. Gdy światło na semaforze zmienia się na zielone, Kacper i Kinga szybko znikają w oddali.
Sławek znajduje tor prowadzący do starej kopalni. Dojeżdża do jej wejścia, ale jest ono zamknięte. Tymczasem ze wzgórza, które znajduje się przy zamku zaczynają zjeżdżać Tomek i Piotruś pchający nieznośne wagony. Pociąg nie może się zatrzymać. Wagony zjeżdżają na tor prowadzący do starej kopalni, przed którą stoi Sławek. Stary parowóz chcąc uniknąć zderzania, na siłę wjeżdża do kopalni, tracą swój komin. Wagony uderzają w wejście do kopalni, które zostaje w ten sposób zawalone. Sławek zostaje uwięziony w kopalni, a Tomek i Piotruś nie zdają sobie z tego sprawy.
Później o zaginięciu Sławka dowiadują się wszystkie lokomotywy na wyspie. Rozpoczynają się poszukiwania. Tymczasem Sławek szuka wyjścia z kopalni. Odnajduje przypadkowo starą skrzynię, w której znajduje się coś bardzo cennego. Tomek podjeżdża do wejścia starej kopalni i zauważa leżący w pobliżu komin Sławka. Tomek szybko nawiązuje kontakt ze Sławkiem, który znajduje się po drugiej stronie zawalonego wejścia do kopalni. Tomek jedzie po Jacka i z jego pomocą Sławek zostaje uwolniony.
W dniu uroczystego otwarcia Zamku Gotfryda, na jego teren przyjeżdża wiele lokomotyw. Sir Robert Norramby mówi Sławkowi, że wraz Miłką będzie przewodnikiem w zamku. Następnie prezentuje nowy eksponat. Okazuje się bowiem, że w skrzyni, którą znalazł Sławek w kopalni znajdowała się korona Króla Gotfryda. Książę proponuje jeszcze jedną atrakcję. Chce urządzić wyścig Kacpra i Kingi. Ma to być nawiązanie do tego, że w dawnych czasach rycerze na koniach ścigali się pokonując trasę między dwoma zamkami. Kacper i Kinga proponują Szymkowi i Gabrysiowi by ścigali się z nimi. Zawiadowca się zgadza, a Gabryś i Szymek przyjmują propozycję. Rozpoczyna się wyścig.

## Głosu Użyczyli

### Wersja angielska
- Mark Moraghan – narrator
- Ben Small – Tomek, Tobik i Radek
- Keith Wickham – Edek, Henio, Gabryś, Kuba, Piotruś, Sławek i Pan Szyneczka
- Teresa Gallagher – Emilka, Basia, Ania i Klara
- Matt Wilkinson – Szymek, Kamil i Karolek
- Togo Igawa – Hirek
- David Bedella – Wiktor
- Jonathan Forbes – Kacper
- Rebecca O'Mara – Kinga
- Bob Golding – Sławek
- Steven Kynman – Paweł i Jacek
- Michael Legge – Łukasz
- Miranda Raison – Miłka
- Kerry Shale – Diesel
- Mike Grady – Sir Robert Norramby

### Wersja amerykańska
- Mark Moraghan – narrator
- Martin Sherman – Tomek, Piotruś i Diesel
- Kerry Shale – Henio, Gabryś, Kuba, Kamil i Pan Szyneczka
- William Hope – Edek i Tobik
- Jules de Jongh – Emilka
- Glenn Wrage – Szymek i Karolek
- Togo Igawa – Hirek
- David Bedella – Wiktor
- Teresa Gallagher – Basia, Ania i Klara
- Bob Golding – Sławek
- Jonathan Forbes – Kacper
- Rebecca O'Mara – Kinga
- Steven Kynman – Paweł
- Keith Wickham – Sławek
- Ben Small – Radek
- Michael Legge – Łukasz
- Miranda Raison – Miłka
- David Menkin – Jacek
- Mike Grady – Sir Robert Norramby

### Dubbing 1
Wersja polska: na zlecenie MiniMini+ – Start International Polska

Reżyseria: Paweł Galia

Dialogi polskie: Jakub Osiński

Dźwięk i montaż: Jerzy Wierciński

Kierwonik produkcji: Anna Krajewska

Wystąpili:
- Stefan Knothe – Narrator
- Janusz Zadura – Tomek

W pozostałych rolach:
- Mikołaj Klimek – Gruby Zawiadowca
- Klaudiusz Kaufmann – Karolek
- Grzegorz Drojewski – Piotruś
- Ewa Serwa –
  - Klara,
  - Kinga
- Krystyna Kozanecka – Ania
- Sławomir Pacek – Gabryś
- Waldemar Barwiński – Kuba
- Anna Gajewska – Miłka
- Miłogost Reczek – sir Robert Norramby
- Janusz Wituch –
  - Hirek,
  - Diesel
- Marek Robaczewski – Szymek
- Joanna Pach – Emilka
- Mieczysław Morański – Tobik
- Artur Pontek –
  - Jacek,
  - Kamil
- Paweł Szczesny – Wiktor
- Piotr Warszawski – Sławek
- Wojciech Chorąży – Edek
- Cezary Kwieciński – Henio
- Dariusz Błażejewski –
  - Paweł,
  - Kacper
- Józef Mika – Łukasz
- Jacek Król – Skałek
- Bartosz Martyna – Remek

i inni
Piosenki śpiewał: Adam Krylik

Lektor:
- Stefan Knothe (tytuł)
- Paweł Galia (tyłówka)

### Dubbing 2
Opracowanie wersji polskiej: na zlecenie Lionsgate – IZ-TEXT

Wystąpili:
- Anita Sajnóg –
  - Klara,
  - Ania,
  - Miłka,
  - Emilka
- Kinga Roch – Kinga
- Andrzej Warcaba –
  - sir Robert Norramby,
  - Kuba,
  - Diesel,
  - Paweł,
  - Edek,
  - Tobik
- Mirosław Neinert –
  - Jacek,
  - Sławek
- Artur Święs – Remek
- Dariusz Stach –
  - Henio,
  - Karolek,
  - Gruby Zawiadowca,
  - Wiktor
- Dariusz Kosmowski – Piotruś
- Ireneusz Załóg –
  - Narrator,
  - Szymek,
  - Kamil
- Zbigniew Wróbel – Łukasz
- Konrad Ignatowski – Hirek
- Tomasz Śliwiński – Kacper
- Radosław Kaliski – Skałek
- Wojciech Żak – Tomek

i inni
Śpiewali: Krzysztof Korzeniowski, Kamil Baron, Wojciech Żak, Anita Sajnóg, Tomasz Śliwiński i Kinga Roch

Lektor: Ireneusz Załóg

### Dubbing 3
Wersja polska: HIVENTY POLAND na zlecenie TVP ABC

Reżyseria: Małgorzata Kaźmierska

Dialogi polskie: Bartek Fukiet

Wystąpili:
- Janusz Zadura – Tomek
- Stanisław Brudny – Narrator
- Przemysław Glapiński – Pan Dyrektor
- Sławomir Pacek – Tobik
- Janusz Wituch – Hirek
- Waldemar Barwiński –
  - Kuba,
  - Edek
- Krzysztof Szczepaniak –
  - Henio,
  - Piotruś
- Jacek Braciak – Remek
- Łukasz Węgrzynowski –
  - Diesel,
  - Sławek,
  - Łukasz
- Artur Kaczmarski – Kamil
- Monika Pikuła –
  - Ania,
  - Miłka
- Marek Robaczewski –
  - Szymon,
  - Skałek,
  - Kacper,
  - Robert
- Kosma Press – Emilka
- Jan Kulczycki – Karolek
- Ewa Serwa – Klara
- Małgorzata Socha – Kinga
- Katarzyna Pysiak – Baśka

i inni
Piosenkę śpiewał: Artur Kaczmarski

Dźwięk i montaż: Michał Skarżyński

Kierownictwo produkcji: Iwona Lisowska

Lektor czołówki: Grzegorz Pawlak

### Dubbing 4
Wystąpili:
- Janusz Zadura – Tomek
- Andrzej Warcaba –
  - sir Robert Norramby,
  - Kuba,
  - Diesel
- Artur Pontek – Kamil
- Włodzimierz Press – Skarloey
- Tomasz Olejnik – Henio
- Jakub Wieczorek – Skałek
- Stanisław Biczysko – Paweł
- Sławomir Orzechowski – Szymon
- Maria Niklińska – Ania
- Robert Tondera –
  - Jacek,
  - Gabryś

oraz:
- Przemysław Bluszcz – Sir Topham Hatt
- Stefan Knothe – narrator
- Beata Wyrąbkiewicz – Emilka
- Anna Gajewska –
  - Basia,
  - Miłka
- Kamil Kula – Luke
- Adam Bauman – Connor
- Sebastian Machalski – Victor
- Piotr Zelt –
  - Karolek,
  - Edek
- Szymon Kuśmider –
  - Sodorsky dukhovoy orchestra,
  - Wielki Mickey,
  - Pieter-Jean,
  - Tobik
- Janusz Wituch – Hirek
- Krzysztof Cybiński – Król Godred
- Tomasz Traczyński – Nieznośne wagony

i inni
Piosenkę śpiewali: Adam Krylik, Piotr Gogol, Krzysztof Kiljański i Stefan Każuro

Reżyseria: Marta Dobecka

Kierownictwo produkcji: Dorota Nyczek

Tłumaczenie i dialogi polskie: Piotr Radziwiłowicz

Dźwięk i montaż: Jerzy Wierciński

Opracowanie wersji polskiej: Studio Hiventy Poland

Lektor:
- Magdalena Zając (tytuł)
- Piotr Dobrzyński (czołówka)

### Lektor Best Film
Opracowanie i udźwiękowienie wersji polskiej: Studio Start International Polska na zlecenie Best Film

Tekst: Dariusz Paprocki

Czytał: Stefan Knothe